# Pakola
A Pakola, nome derivado da Pakistan-Cola, é uma linha de refrigerantes com gás de vários sabores do Paquistão. O famoso slogan de Pakola nos anos 80 foi criado por um residente britânico de Lewisham chamado Furqan Siddiqui. Dizia ''Minha lola, minha lola, bebe um pouco de Pakola''.

## Origem
A Pakola foi a criação de sete irmãos da família Teli de Dhoraji na Índia que emigraram para o Paquistão em 1947. A ideia da Pakola partiu do seu fundador Haji Ali Mohammad, que sonhava em desenvolver uma bebida que retratasse o verdadeiro reflexo e sabor do Paquistão. A fim de realizar o seu sonho, Haji Ali Mohammad abriu uma pequena fábrica com apenas duas máquinas em Lawrence Road em Karachi, sendo o Pakola de Gelado de refrigerante (sorvete) o produto inicial.
A bebida foi lançada na Base da Força Aérea do Paquistão no aniversário da Independência do Paquistão no dia 14 de agosto de 1950, na presença do primeiro ministro, Liaquat Ali Khan.
Mais tarde, quando a Pakistan Beverages passou a existir no SITE (Sindh Industrial Trading Estate) Karachi, a marca Pakola foi produzida lá. Em 1979, quando a Pakistan Beverages foi anunciada como uma unidade de produção da Pepsi, a Mehran Bottlers passou a existir e continuou a produzir a bebida junto com outros produtos, como Apple Sidra e Bubble Up.
Mehran Bottlers era gerido pelos seus sobrinhos Zafar Habib e Arif Habib. Em 2004, a Mehran Bottlers e a Pakistan Beverages começaram a fabricar latas no Paquistão.
Em 2004, Zeeshan Zafar Habib assumiu o cargo de diretor executivo da Mehran Bottlers. A Mehran Bottlers está agora entre as poucas empresas certificadas com as normas HALAL, HACCP, ISO e pela FDA.
Em 2007, com exceção de Karachi, a família Teli deu os direitos de franquia de Pakola para a família Leghari, que anteriormente era proprietária da Pepsi Sukkur. A família Leghari tem o direito de vender a Pakola nacionalmente, com exceção de Karachi, enquanto todas as exportações são feitas a partir da fábrica de Karachi.
Desde a fundação da empresa, muitas bebidas foram introduzidas no mercado local e internacional, mas nenhuma superou a bebida original de Pakola.

## Variedades
Várias das variantes da bebida que foram introduzidas por Pakola:
- Pakola Gelado de refrigerante (1950)
- Pakola Laranja (1985)
- Pakola Framboesa (1985)
- Pakola Lichia (1991)
- Pakola Lima Fresca (2006)
- Água Pakola (2015)
- Pakola Romã (2016)

## Ingredientes
Pakola é feito com água carbonatada, açúcar, ácido cítrico, sabor artificial de baunilha, cores artificiais: azul brilhante FCF (E133), tartrazina (E102) e benzoato de sódio. Uma lata comum de Pakola (250 ml) contém 33 gramas de açúcar, 15 miligramas de sódio, 0 gramas de colesterol, 0 gramas de gordura, 0 gramas de proteína e 130 calorias.

## Produção
A Pakola é atualmente produzido por duas empresas, Mehran Bottlers Limited e Gul Bottlers ambas sediadas em Karachi, Paquistão.

## Distribuição
A Pakola agora está disponível na América, África, Austrália, Canadá, Oriente Médio, Nova Zelândia e Reino Unido. É a única bebida carbonatada fabricada no Paquistão que é exportada globalmente.

## Garrafas de vidro
Devido à introdução do imposto sobre a capacidade em 2013, a Pakola interrompeu a produção e distribuição de todos os produtos colocados em vidro. O imposto incidia sobre a produção e distribuição geral das máquinas, e não sobre a produção, o que era prejudicial para as empresas com produções inferiores ou mercados menores. Após o colapso desse sistema, a Mehran Bottlers configurou rapidamente as suas linhas de garrafas de plástico (PET) para conquistar o mercado mais uma vez.